# 존 닐 (축구인)
존 닐(John Neal, 1932.4.3.~2014.11.23)은 잉글랜드의 전직 축구 선수이자 축구 감독이다. 헐 시티, 사우스엔드 유나이티드, 애스턴 빌라, 스윈던 타운에서 수비수로 뛰었으며 렉섬과 미들즈브러, 첼시 감독을 역임했다.